# Olympische Sommerspiele 2004/Teilnehmer (Island)
| Gelbes Symbol für Goldmedaillen mit stilisierten Olympischen Ringen | Graues Symbol für Silbermedaillen mit stilisierten Olympischen Ringen | Braundes Symbol für Bronzemedaillen mit stilisierten Olympischen Ringen |
| ------------------------------------------------------------------- | --------------------------------------------------------------------- | ----------------------------------------------------------------------- |
| —                                                                   | —                                                                     | —                                                                       |

Island nahm an den Olympischen Sommerspielen 2004 in der griechischen Hauptstadt Athen mit 26 Sportlern, 5 Frauen und 21 Männern, teil.
Seit 1912 war es die 17. Teilnahme Islands bei Olympischen Sommerspielen.

## Flaggenträger
Der Handballspieler Guðmundur Hrafnkelsson trug die Flagge Islands während der Eröffnungsfeier im Olympiastadion.

## Teilnehmer nach Sportarten

### Handball
- Herrenteam
9. Platz

- Kader
Kristján Andrésson
Roland Eradze
Snorri Guðjónsson
Róbert Gunnarsson
Gylfi Gylfason
Ásgeir Örn Hallgrímsson
Guðmundur Hrafnkelsson
Einar Örn Jónsson
Jaliesky García
Róbert Sighvatsson
Rúnar Sigtryggsson
Dagur Sigurðsson
Guðjón Valur Sigurðsson
Sigfús Sigurðsson
Ólafur Stefánsson

### Leichtathletik
- Jón Arnar Magnússon
Zehnkampf: DNF

- Þórey Edda Elísdóttir
Frauen, Stabhochsprung: 5. Platz

### Schwimmen
- Örn Arnarson
50 Meter Freistil: 54. Platz

- Jakob Sveinsson
100 Meter Brust: 23. Platz
200 Meter Brust: 21. Platz

- Hjörtur Már Reynisson
100 Meter Schmetterling: 42. Platz

- Ragnheiður Ragnarsdóttir
Frauen, 50 Meter Freistil: 31. Platz
Frauen, 100 Meter Freistil: 40. Platz

- Íris Edda Heimisdóttir
Frauen, 100 Meter Brust: 40. Platz

- Kolbrún Ýr Kristjánsdóttir
Frauen, 100 Meter Schmetterling: 31. Platz

- Lára Hrund Bjargardóttir
Frauen, 200 Meter Lagen: 27. Platz

### Segeln
- Hafsteinn Ægir Geirsson
Finn-Dinghy: 40. Platz

### Turnen
- Rúnar Alexandersson
Einzelmehrkampf: 35. Platz
Barren: 51. Platz
Boden: 74. Platz
Pauschenpferd: 7. Platz
Reck: 65. Platz
Ringe: 58. Platz
Sprung: 78. Platz